# Majnhard I. Goriški
Majnhard I. (datum rojstva ni znan; † 1142) iz rodbine Majnhardincev je bil advokat (vogt)  Oglejskega patriarhata  in grof (saj je kot Goriški grof omenjen v dokumentu o letnici njegove smrti). 

## Izvor
Po Dopschu/Meyerju je bil njogov oče grof Meginhard III. iz Zgornjega Lurngaua okoli Lienza. Listina oglejskega patriarhata iz okoli 1120/1121 dokazuje, da je bil njegov brat palatinski grof Engelbert I. (Bavarski, † 13./15. december iz leta 1122/23) . 
Zaradi velike razlike v starosti 15/20 let se domneva, da imata različni materi, ki v virih nista omenjeni.

## Življenje
Majnhard se prvič pojavi leta 1120/21 v dokumentu, omenjenem pod opombo 2 oglejskega patriarhata, katerega advokat (vogt) je bil. Ker je še mladostnik okoli leta 1120, je moral biti star najmanj 14 let in rojen najkasneje leta 1106 ali prej. Dokument, ki ga je navedel Wiesflecker iz junija 1117, je zelo verjetno ponaredek.  Brata Majnhard I. in Engelbert I. se pojavita v nedatirani listini o donaciji patriarha Ulrika Oglejskega cerkvi sv. Janeza, domnevno okoli leta 1120.  Leta 1139 se iz patriarhovih vasi pritožujejo zaradi krivičnih in neusmiljenih izterjav davkov s strani advokata Majnharda.   Januarja 1142 je bil Majnhard priča pri izdaji listine kralja Konrada III. v Regensburgu. Okoli leta 1142 Meginhardus comes de Gorza po svoji smrti podeli tri vinograde samostanu sv. Petra v Salzburgu. To je njegova zadnja omemba. Po nekrologih iz Ogleja in Milštadta je umrl 14. septembra.

## Družina in potomci
Majnhardova žena je bila Elisa, hči grofa Pota Schwarzenburškega na Bavarskem in njegove žene Petrise. Elisa je v dokumentu passavskega škofa Reginmarja, ki je nastal okoli leta 1130, imenovana kot goriška grofica.  Črnograjski grof je v notranji Istri pridobil posest na kateri je postavil grad Črni grad, kot tudi pri Žužemberku na Dolenjskem. Iz tega bi lahko sklepali njegovo povezavo z Andeš-Meranskimi.  Elisa se je rodila najpozneje 1103/1104 in se zadnjič omenja okoli 1155/1157. Opredelitev teh Schwarzenburgov je negotova, saj ni na voljo nobenega vira niti o Elisinih starših niti o bratih, imenovanih v delno ponarejeni listini. Sama Elisa se kasneje kot vdova spet poroči.
Po listinskih virih je imel par naslednje štiri otroke ali potomce:
•	Grof Engelbert II.,  advokat Milštata (prvič omenjen leta 1132 kot grof Ebersteinski, † 13./16. januarja približno 1189).
•	Grof Henrik I.,   (prvič omenjen 1139, † 10. oktobra 1148/1149).
•	Beatrix, redovnica v samostanu Sv. Marije v Ogleju, (imenovana [1146 - 1161 9. avgusta], † 11. decembra po [1146 - 1161 po 9. avgustu]).
•	Hči NN (* prvič omenjena 1127/28, omenjena tudi približno 1155/1157) ∞ svodnjak Oto II. Von Lengenbach / Rehberg (1120, † 16. maj od 1161).